# Juntoku
Imperador Juntoku (順徳天皇, Juntoku-tennō, 1197 — 1242) foi o 84º imperador do Japão, na lista tradicional de sucessão.

## Vida
Antes de sua ascensão ao Trono do Crisântemo seu nome pessoal era Morihira. Foi o segundo filho do Imperador Go-Toba. Sua mãe era Fujiawara no Shigeko, filha de Takakura Norisue.
O Príncipe Imperial Morinari tornou-se príncipe herdeiro em 1200. Em 1210, assumiu o trono como Imperador Juntoku após pressão  seu pai pressionar para que seu irmão mais velho Tsuchimikado abdicasse. Durante o reinado do Imperador Juntoku, Go-Toba era quem de fato governava como imperador em clausura.
Em 1221, Go-Toba iniciou uma rebelião que tentou derrubar o Xogunato e restaurar o poder imperial. Este conflito, ficou conhecido como Guerra Jōkyū. Após a Terceira Batalha de Uji a rebelião foi controlada e Go-Toba foi exilado para as Ilhas Oki, de onde nunca mais voltou. Nesta ocasião Juntoku foi exilado na ilha de Sado, onde permaneceu até sua morte em 1242.
Juntoku é tradicionalmente venerado em um memorial no santuário xintoísta em Quioto. A Agência da Casa Imperial designa este local como Mausoléu de Juntoku. E é oficialmente chamado Kanegahara no misasagi.

## Daijō-kan
- Sesshō, Konoe Iezane